# Augenabstand
Als Augenabstand (Synonyme: Interpupillardistanz (IPD), Pupillardistanz (PD), Pupillenabstand) wird in der Augenheilkunde und Augenoptik der in Millimeter angegebenen Abstand beider Augenmitten zueinander bezeichnet. Er ist beim Anpassen einer Brille zu berücksichtigen und dient der Ausrichtung der optischen Achsen von Brillengläsern (Hauptdurchblickspunkt) an die der Augen (Augenachsen). Ein übermäßig kleiner oder großer Augenabstand kann ein Hinweis auf eine zugrundeliegende Systemerkrankung (z. B. Trisomie) sein.

## Physiologie
Der Augenabstand beträgt beim ausgewachsenen Menschen durchschnittlich 62 mm (Frauen) bzw. 65 mm (Männer), kann aber je nach Konstitution und Größe im Bereich zwischen ca. 52 mm und 78 mm variieren.
Wissenschaftlichen Untersuchungen zufolge kann der Augenabstand, wenn auch nur in geringem Umfang, Einfluss auf die Fähigkeit zur Unterscheidung von Entfernungen haben.
Der Augenabstand wird als biometrisches Merkmal bei der Gesichtserkennung benutzt.
Mittels des eigenen Daumens (am ausgestreckten Arm) und des Augenabstands kann beim sogenannten Daumensprung ein charakteristischer Winkel visiert werden. Dieser kann für verschiedene Distanzschätzungen genutzt werden.

## Pathologie
Ein zu großer oder kleiner Augenabstand kann krankhaft bedingt sein.

### Hypertelorismus
Der Begriff Hypertelorismus bezeichnet einen vergleichsweise großen Augenabstand. Oft geht Hypertelorismus mit einem Telekanthus einher. Hypertelorismus ist definiert als ein Abstand zwischen den Pupillenmitten (Interpupillardistanz, IPD) oberhalb des 97 %-Perzentils anteilig einer Verteilung in der Normalbevölkerung. Bei erwachsenen Frauen wird eine Interpupillardistanz größer als 65 mm, bei Männern größer 70 mm als Hypertelorismus bezeichnet.

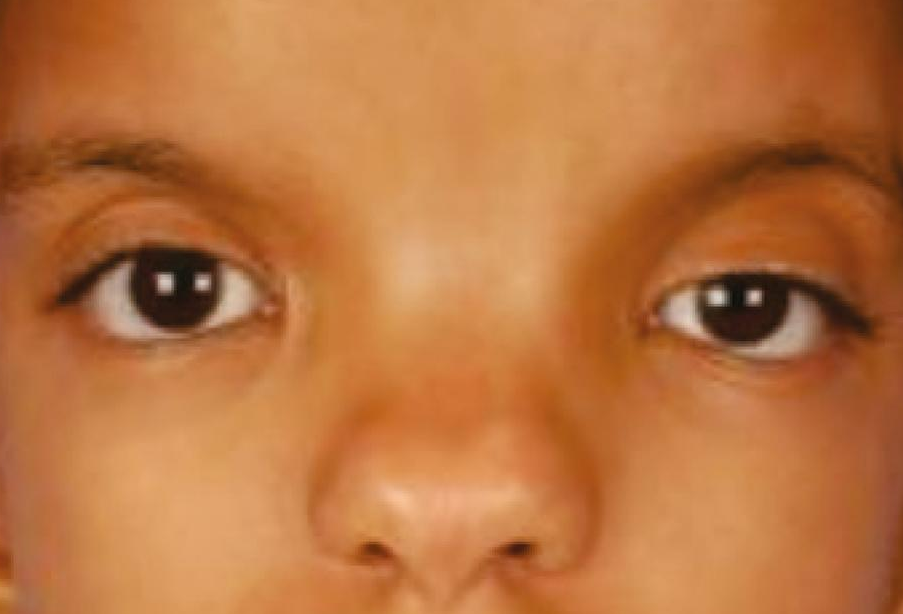
Junger Patient mit Hypertelorismus und gleichzeitiger Verformung der Schädelknochen.

Hypertelorismus ist nicht zwangsläufig ein Krankheitsmerkmal. Relativ häufig handelt es sich um eine isolierte Anomalie, die als Merkmal bei Frauen bis zu einem gewissen Grad oftmals als attraktiv empfunden wird. Berühmte Beispiele sind  Liza Minnelli und Jacqueline Kennedy Onassis. Ausgeprägter oder asynchroner Hypertelorismus kann als ernstzunehmender kosmetischer Defekt stark beeinträchtigen und für eine chirurgische Korrektur des Abstands zwischen den Augenhöhlen sprechen.
Hypertelorismus ist Bestandteil einer Vielzahl von Syndromen, beispielsweise findet er sich bei Menschen mit Katzenschrei-Syndrom (5p-, Cri-du-chat-Syndrom), Wolf-Hirschhorn-Syndrom (4p-), Zellweger-Syndrom, Triploidie, Noonan-Syndrom, Gorlin-Goltz-Syndrom, Fraser-Syndrom, Trisomie 14, Edwards-Syndrom (Trisomie 18), Trisomie 22, LEOPARD-Syndrom, De-Grouchy-Syndrom, Mabry-Syndrom, Morbus Crouzon und Dubowitz-Syndrom, Down-Syndrom (Trisomie 21), Alagille-Syndrom, Naguib-Richieri-Costa-Syndrom, beim Hypertelorismus vom Typ Teebi oder dem ATR-X-Syndrom sowie der Syndromalen Diarrhoe. Bis 1951 war der Hypertelorismus noch in nur 51 Fällen im Schrifttum verzeichnet.

### Hypotelorismus

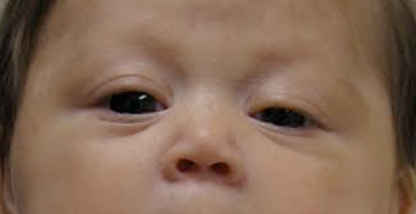
Kleinkind mit Hypotelorismus im Rahmen eines 18p-Syndroms.

Der Begriff Hypotelorismus bezeichnet einen vergleichsweise kleinen Augenabstand, der unter der 5. Perzentile der Altersgruppe liegt. Dieses Symptom kommt selten allein vor und ist meistens mit einer Reihe anderer Auffälligkeiten verbunden. Am häufigsten wird eine Assoziation mit einer Holoprosencephalie beschrieben. Treten gleichzeitig auch Herzfehler und eine Polydaktylie auf, so ist eine Trisomie 13 (Pätau-Syndrom) die wahrscheinlichste Ursache. Seltenere Grunderkrankungen sind beispielsweise eine Trisomie 8, Trisomie 9 oder ein fetales Alkoholsyndrom. Eine fehlerhafte Messung eines Hypotelorismus kann entstehen, wenn die Augenhöhlen verformt sind oder ein Auge durch eine dahinterliegende Raumforderung aus der Augenhöhle gedrängt wird (Exophthalmus). Die Prognose eines Hypotelorismus hängt von der zugrundeliegenden Erkrankung ab. In dem seltenen Fall eines isolierten Hypotelorismus ohne kausaler Grunderkrankung ist die Prognose sehr günstig.

## Messung
Bezugspunkt für die Messung des Augenabstands ist entweder der Pupillenmittelpunkt oder der äußere Saum der Iris. Wegen des dynamischen Pupillenspiels ist letzterer insbesondere für ungeübte Untersucher leichter zu beurteilen. Die Bestimmung erfolgt entweder durch Summierung des rechten und linken Augenabstands von der Pupillenmitte zur Mitte der Nasenwurzel oder durch die Abstandsmessung der jeweils rechten oder linken Irisränder. In einem Brillenpass werden dann in der Regel die Werte einzeln für den Abstand der rechten und linken Pupillenmitte zur Gesichtsmitte notiert (bspw. 32 mm / 33 mm), was die Dokumentation von Asymmetrien ermöglicht und insofern für die Ermittlung der Durchblickspunkte im Brillenglas eine höhere Präzision ermöglicht als eine Messung von Auge zu Auge (bspw. 65 mm).
Neben der manuellen Messung mit einem Lineal kann eine noch genauere Messung mit einem Videozentriersystem durchgeführt werden.
Die eigene Interpupillardistanz kann mit einiger Genauigkeit selbst gemessen werden, wenn man einen weit entfernten Punkt erst mit dem einen und dann mit dem anderen Auge über ein in geringem Abstand gehaltenes Lineal anvisiert und die Differenz der dabei abgelesenen Werte ermittelt.

## Optische Geräte und Korrekturbrillen
Zur Einstellung der Okularabstände optischer Gerätschaften, die über einen Binokulartubus verfügen, gibt es spezielle Vorrichtungen, die den individuellen Augenabstand berücksichtigen und so einen optimalen Durchblick gewährleisten.
Bei der Herstellung einer Korrekturbrille wird der Augenabstand zur korrekten Zentrierung der Brillengläser herangezogen. In einem Brillenpass sollte deshalb dieser Abstand dokumentiert werden.
Eine weitere Bedeutung des Begriffs „Augenabstand“ besteht in der Distanz von Auge zu Okular eines optischen Geräts, die einen bestimmten Wert nicht überschreiten sollte, um keine Einschränkungen des Gesichtsfeldes auszulösen.